# Lago Guacho
Lago Guacho är en sjö i Argentina.   Den ligger i provinsen Chubut, i den sydvästra delen av landet, 1 500 km sydväst om huvudstaden Buenos Aires. Lago Guacho ligger 1 166 meter över havet. Arean är 3,7 kvadratkilometer. Den sträcker sig 2,3 kilometer i nord-sydlig riktning, och 4,2 kilometer i öst-västlig riktning.
I omgivningarna runt Lago Guacho växer i huvudsak blandskog. Trakten runt Lago Guacho är nära nog obefolkad, med mindre än två invånare per kvadratkilometer.